# Liste der Stolpersteine in der Provinz Lleida

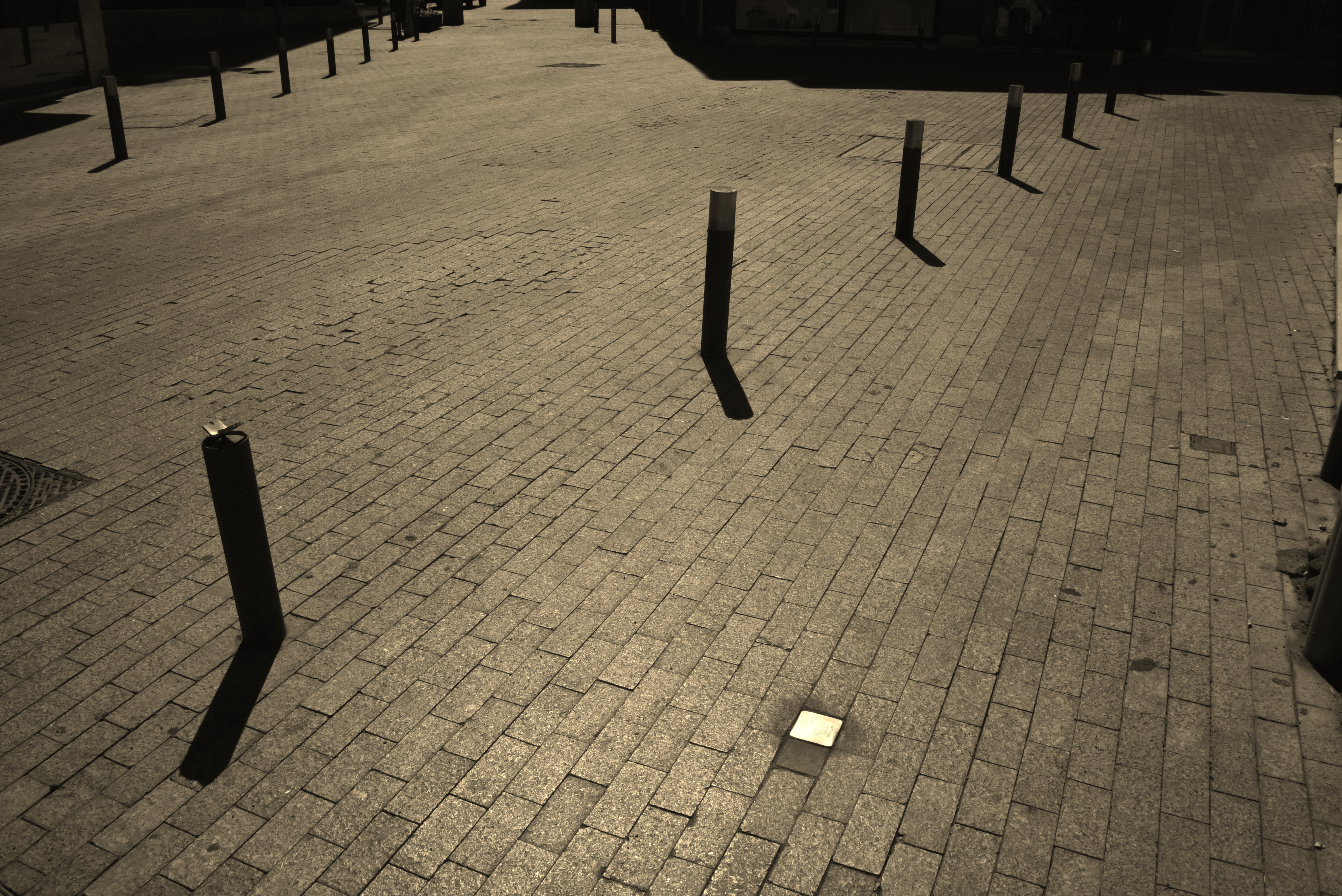
Stolperstein in Lleida

Die Liste der Stolpersteine in der Provinz Lleida enthält die Stolpersteine der Provinz Lleida in Spanien, die vom deutschen Künstler Gunter Demnig verlegt wurden. Stolpersteine erinnern an das Schicksal der Menschen, die von den Nationalsozialisten ermordet, deportiert, vertrieben oder in den Suizid getrieben wurden. Sie liegen im Regelfall vor dem letzten selbstgewählten Wohnsitz des Opfers, in Cervera, Talavera und an anderen Orten der Segarra jedoch am zentralen Platz der Stadt.
Die ersten Verlegungen in Spanien erfolgten am 9. April 2015 in Navàs und El Palà de Torroella, in der Provinz Lleida jedoch erst im Januar 2018. Die katalanische Übersetzung des Begriffes Stolpersteine lautet: pedres que fan ensopegar. Auf Spanisch werden sie piedras de la memoria (Erinnerungssteine) genannt.
Bis Juni 2022 wurden insgesamt 49 Stolpersteine in dieser Provinz verlegt.

## Comarca Garrigues
In der Comarca Garrigues wurden am 16. Oktober 2021 die ersten fünf Stolpersteine in Juneda verlegt.

### L’Albi
In L’Albi wurde ein Stolperstein verlegt
| Stolperstein | Übersetzung                                                                                          | Verlegeort                      | Name, Leben                      |
| ------------ | --- | ------------------------------- | -------------------------------- |
|              | HIER ARBEITETE JOSEP PONS CARCELLER JG. 1910 EXIL DEPORTIERT 1941 MAUTHAUSEN ERMORDET 1.4.1941 GUSEN | 26 Avinguda de Catalunya L’Albi | Josep Pons Carceller (1910–1941) |

### Arbeca
In Arbeca wurden sechs Stolpersteine an fünf Adressen verlegt.
| Stolperstein | Übersetzung                                                                                                 | Verlegeort                         | Name, Leben                            |
| ------------ | --- | ---------------------------------- | -------------------------------------- |
|              | HIER LEBTE ALEXANDRE ESQUÉ MOTLLÓ GEBOREN 1901 EXIL DEPORTIERT 1941 MAUTHAUSEN ERMORDET 5.11.1941 GUSEN     | Carrer del Pou, 13 Arbeca          | Alexandre Esqué Motlló (1901–1941)     |
|              | HIER LEBTE RAMON ESQUÉ MOTLLÓ GEBOREN 1907 EXIL DEPORTIERT 1940 MAUTHAUSEN ERMORDET 3.12.1941 GUSEN         | Carrer del Pou, 13 Arbeca          | Ramon Esqué Motlló (1907–1941)         |
|              | HIER LEBTE ANTONI FOLCH PONT GEBOREN 1907 EXIL DEPORTIERT 1941 MAUTHAUSEN ERMORDET 29.12.1941 GUSEN         | Carrer de Lleida, 31 Arbeca        | Antoni Folch Pont (1907–1941)          |
|              | HIER LEBTE PAU MONTERO CANET GEBOREN 1909 EXIL DEPORTIERT 1941 MAUTHAUSEN ERMORDET 22.12.1941 GUSEN         | Plaza de la Generalitat, 20 Arbeca | Pau Montero Canet (1909–1941)          |
|              | HIER LEBTE ESTANISLAU PERERA BELLMUNT GEBOREN 1897 EXIL DEPORTIERT 1941 MAUTHAUSEN ERMORDET 6.11.1941 GUSEN | Carrer de l'Abadia, 14 Arbeca      | Estanislau Perera Bellmunt (1907–1941) |
|              | HIER LEBTE JOSEP SANS SUMALLA GEBOREN 1921 EXIL DEPORTIERT 1940 MAUTHAUSEN BEFREIT                          | Avinguda dels Portals, 13 Arbeca   | Josep Sans Sumalla (1921–)             |

### Cervià de les Garrigues
In Cervià de les Garrigues wurde ein Stolperstein verlegt
| Stolperstein | Übersetzung | Verlegeort              | Name, Leben                          |
| ------------ | --- | ----------------------- | ------------------------------------ |
|              | HIER LEBTE RAMON COIDARAS MARCUELLO GEBOREN 1888 EXIL DEPORTIERT 1940 MAUTHAUSEN ERMORDET 24.9.1941 HARTHEIM, GUSEN | Cervià de les Garrigues | Ramon Coiduras Marcuello (1888–1941) |

### La Granadella
In La Granadella wurden drei Stolpersteine an drei Adressen verlegt
| Stolperstein | Übersetzung | Verlegeort                                       | Name, Leben                              |
| ------------ | --- | ------------------------------------------------ | ---------------------------------------- |
|              | HIER LEBTE MARCEL-LÍ CERVELLÓ TORRUELLA GEBOREN 1905 EXIL DEPORTIERT 1940 MAUTHAUSEN ERMORDET 10.11.1941 GUSEN | Carrer Martí, 12 La Granadella                   | Marcel·lí Cervelló Torruella (1905–1941) |
|              | HIER LEBTE MIQUEL MASCARILLA GIBERT GEBOREN 1913 EXIL DEPORTIERT 1941 MAUTHAUSEN BEFREIT                       | Carrer Carretera Vella del Soleràs La Granadella | Miquel Mascarilla Gibert (1913–)         |
|              | HIER LEBTE FIDEL OLIVÉ ARÁN GEBOREN 1920 EXIL DEPORTIERT 1941 MAUTHAUSEN BEFREIT                               | Carrer Ruera, 10 La Granadella                   | Fidel Olivé Arán (1920–)                 |

### Juneda
In Juneda wurden fünf Stolpersteine an vier Adressen verlegt
| Stolperstein | Übersetzung                                                                                                | Verlegeort                    | Name, Leben                          |
| ------------ | --- | ----------------------------- | ------------------------------------ |
|              | HIER LEBTE FRANCESC ARQUÉS ARGILÉS GEBOREN 1900 EXIL DEPORTIERT 1941 MAUTHAUSEN ERMORDET 1.11.1941 GUSEN   | Carrer Puigvert 10 Juneda     | Francesc Arqués Argilés (1922–1941)  |
|              | HIER LEBTE ANTONI BARRUFET BARRUFET GEBOREN 1906 EXIL DEPORTIERT 1941 MAUTHAUSEN ERMORDET 20.11.1941 GUSEN | Carrer Anselm Clavé 44 Juneda | Antoni Barrufet Barrufet (1906–1941) |
|              | HIER LEBTE ANTONI FERRER JUANÓS GEBOREN 1916 EXIL DEPORTIERT 1941 MAUTHAUSEN ERMORDET 15.11.1941 GUSEN     | Carrer Angel Guimera 2 Juneda | Antoni Ferrer Juanós (1916–1941)     |
|              | HIER LEBTE ANTONI REIG BARRUFET GEBOREN 1905 EXIL DEPORTIERT 1940 MAUTHAUSEN ERMORDET 26.11.1941 GUSEN     | Juneda                        | Antoni Reig Barrufet (1905–1941)     |
|              | HIER LEBTE JAUME REIG BARRUFET GEBOREN 1918 EXIL DEPORTIERT 1940 MAUTHAUSEN ERMORDET 6.11.1941 GUSEN       | Juneda                        | Jaume Reig Barrufet (1918–1941)      |

### El Soleràs
In El Soleràs wurde ein Stolperstein verlegt
| Stolperstein | Übersetzung                                                                                            | Verlegeort                 | Name, Leben                    |
| ------------ | --- | -------------------------- | ------------------------------ |
|              | HIER LEBTE RAMON SARLÉ GRAELL GEBOREN 1913 EXIL DEPORTIERT 1940 MAUTHAUSEN ERMORDET 29.9.1941 HARTHEIM | Carrer Major 94 El Soleràs | Ramon Sarlé Graell (1913–1941) |

## Comarca Pla d’Urgell
In der Comarca Pla d’Urgell wurden am 28. Mai 2021 zwei Stolpersteine verlegt. Sie finden sich in Mollerussa, Hauptstadt der Comarca. Ein dritter Stolperstein für Miguel Aldomà Villabriga ist in Planung.

### Mollerussa
In Mollerussa wurden zwei Stolpersteine an einer Adresse verlegt.
| Stolperstein | Übersetzung | Verlegeort                        | Name, Leben                    |
| ------------ | --- | --------------------------------- | ------------------------------ |
|              | IN MOLLERUSSA LEBTE RAMON ROCASPANA DUART GEBOREN 1922 EXIL DEPORTIERT 1944 DACHAU BEFREIT                      | Mollerussa, Plaça de l’Ajuntament | Ramón Rocaspana Duart (1922-)  |
|              | IN MOLLERUSSA LEBTE JOSEP TORRES TRIBÓ GEBOREN 1899 EXIL DEPORTIERT 1944 MAUTHAUSEN ERMORDET 22.9.1941 HARTHEIM | Mollerussa, Plaça de l’Ajuntament | Josep Torres Tribó (1899–1941) |

## Comarca Noguera
In der Comarca Noguera wurde im Dezember 2023 der erste Stolperstein verlegt.

### Àger
In Àger wurde ein Stolperstein verlegt.
| Stolperstein | Übersetzung | Verlegeort              | Name, Leben                     |
| ------------ | --- | ----------------------- | ------------------------------- |
|              | HIER LEBTE ANTONI IBERN EROLES 'TON DE CORO' GEBOREN 1913 VERHAFTET 22.6.1940 DEPORTIERT 1940 MAUTHAUSEN-GUSEN BEFREIT | Carrer Marquès, 10 Àger | Antoni Ibern Eroles (1913–2013) |

## Comarca Segarra
In der Comarca Segarra wurden an neun Orten elf Stolpersteine verlegt.

### Cervera
In Cervera wurden drei Stolpersteine an einer Adresse verlegt.
| Stolperstein | Übersetzung | Verlegeort              | Name, Leben        |
| ------------ | --- | ----------------------- | ------------------ |
|              | IN CERVERA WOHNTE RAMON ALSEDA SANOU GEBOREN 1905 EXIL 1939 DEPORTIERT 1941 MAUTHAUSEN ERMORDET 25.9.1941 HARTHEIM | Cervera, Plaça Major, 1 | Ramon Alsedà Sanou |
|              | IN CERVERA WOHNTE MIQUEL PORTE RIUS GEBOREN 1908 EXIL 1939 DEPORTIERT 1941 MAUTHAUSEN ERMORDET 1.1.1942 GUSEN      | Cervera, Plaça Major, 1 | Miquel Porté Rius  |
|              | IN CERVERA WOHNTE JOSEP RIERA CLOSA GEBOREN 1906 EXIL 1939 DEPORTIERT 1941 MAUTHAUSEN ERMORDET 15.5.1943 GUSEN     | Cervera, Plaça Major, 1 | Josep Riera Closa  |

### Weitere Orte
| Stolperstein | Übersetzung | Verlegeort                                | Name, Leben |
| ------------ | --- | ----------------------------------------- | --- |
|              | IN ST. ANTOLI WOHNTE MAGI BERGADA AMAT GEBOREN 1917 EXIL 1939 DEPORTIERT 1940 MAUTHAUSEN BEFREIT                           | Ribera d’Ondara,                          | Magí Bergadà Amat |
|              | IN GRANYENA WOHNTE RAMON BONET VILARRUBI GEBOREN 1895 EXIL 1939 DEPORTIERT 1941 MAUTHAUSEN ERMORDET 1.12.1941 GUSEN        | Granyena de Segarra, carrer Sant Pere, 14 | Ramon Bonet Vilarrubí |
|              | HIER WOHNTE ANTONI CASES BLANCH GEBOREN 1893 EXIL 1939 DEPORTIERT 1940 MAUTHAUSEN ERMORDET 24.5.1941 GUSEN                 | Torà, carrer Nou, 9                       | Antoni Cases Blanch |
|              | IN LA PRENYANOSA WOHNTE SALVADOR CALDERO ALDABO GEBOREN 1915 EXIL 1939 DEPORTIERT 1941 MAUTHAUSEN ERMORDET 26.7.1942 GUSEN | La Prenyanosa, carrer del Forn, s/n       | Salvador Calderó Aldabó |
|              | IN TARROJA WOHNTE RAMON GOMA SOLE GEBOREN 1914 EXIL 1939 DEPORTIERT 1941 MAUTHAUSEN ERMORDET 2.4.1944 STEYR                | Tarroja de Segarra,                       | Ramon Gomà Solé |
|              | HIER WOHNTE SALVADOR GRAU BIBIA GEBOREN 1906 EXIL 1939 DEPORTIERT 1944 NEUENGAMME BEFREIT                                  | Sanaüja, carrer del Forn, 6               | Salvador Grau Bibià |
|              | IN LES OLUGES WOHNTE ANTONI MERLI CORNELLANA GEBOREN 1897 EXIL 1939 DEPORTIERT 1941 MAUTHAUSEN ERMORDET 21.11.1941 GUSEN   | Les Oluges,                               | Antoni Merli Cornellana |
|              | IN TALAVERA WOHNTE MAGI SOLE BALLESTE GEBOREN 1894 EXIL 1939 DEPORTIERT 1941 MAUTHAUSEN ERMORDET 24.8.1941 GUSEN           | Talavera, plaça Major                     | Magín Solé Ballesté wurde am 2. Februar 1895 in Talavera geboren. 1939 ging er ins Exil. Er wurde im Stalag XI B in Fallingbostel gefangen gehalten und zur Zwangsarbeit verpflichtet. Seine Häftlingsnummer war 86798. Am 27. Januar 1941 wurde er in das Konzentrationslager Mauthausen deportiert, wo er unter der Matrikel 6561 registriert wurde. Magín Solé Ballesté wurde am 24. August 1941 vom NS-Regime ermordet. |

## Comarca Segrià
In der Comarca Segrià wurden 2019 an zwei Orten zwölf Stolpersteine verlegt, einer in Albatàrrec und elf in Lleida. Es folgten weitere Verlegungen in Lleida, Hauptstadt von Comarca und Provinz, in den Jahren 2021 und 2022.

### Albatàrrec
| Stolperstein | Übersetzung                                                                                               | Verlegeort                   | Name, Leben                         |
| ------------ | --- | ---------------------------- | ----------------------------------- |
|              | HIER WOHNTE CARMELO CARRERA BOTINES GEBOREN 1916 EXIL DEPORTIERT 1941 MAUTHAUSEN ERMORDET 2.11.1941 GUSEN | Albatàrrec, plaça Ramon Flip | Carmelo Carrera Botines (1916–1941) |

### Lleida
In Lleida wurden bisher 31 Stolpersteine an 30 Stellen verlegt.
| Stolperstein | Übersetzung                                                                                                  | Verlegeort                            | Name, Leben |
| ------------ | --- | ------------------------------------- | --- |
|              | HIER LEBTE JOSEP AGULLÓ MARTÍ GEBOREN 1914 EXIL DEPORTIERT 1941 MAUTHAUSEN BEFREIT                           | Carrer Tallada, 22 Lleida             | Josep Agulló Martí (1914–1991) |
|              | HIER WOHNTE RAMON ALANDÍ QUI GEBOREN 1907 EXIL DEPORTIERT 1944 NEUENGAMME RAVENSBRÜCK BEFREIT                | Democràcia, 11 Lleida                 | Ramon Alandí Qui (1907–1981) |
|              | HIER LEBTE JOSEP BAQUÉ COLL GEBOREN 1902 EXIL DEPORTIERT 1941 MAUTHAUSEN ERMORDET 13.11.1941 GUSEN           | Carrer de Magdalena, 13 Lleida        | Josep Baqué Coll (1902–1941) |
|              | HIER WOHNTE PERET BARBARROJA SALA GEBOREN 1915 EXIL DEPORTIERT 1941 MAUTHAUSEN DACHAU BEFREIT                | Camí de Canet, 17 Lleida              | Peret Barbarroja Sala (1915–1997) |
|              | HIER LEBTE SANTIAGO BAUTISTA SERRANO GEBOREN 1916 EXIL DEPORTIERT 1941 MAUTHAUSEN ERMORDET 4.2.1942 HARTHEIM | Avinguda Balmes, 5 Lleida             | Santiago Bautista Serrano (1916–1942) |
|              | HIER WOHNTE JOSEP CASAS EZEQUIEL GEBOREN 1911 EXIL DEPORTIERT 1944 DACHAU MAUTHAUSEN BEFREIT                 | Canyeret, 18 Lleida                   | Josep Casas Ezequiel (1911–1963) |
|              | HIER LEBTE JOAN CASCARRA GARSABALL GEBOREN 1903 EXIL DEPORTIERT 1941 MAUTHAUSEN BEFREIT                      | Carrer Cavallers,25 Lleida            | Joan Cascarra Garsaball (1903–1976) |
|              | HIER LEBTE ESTEVE CASTERÀS ORÓ GEBOREN 1904 EXIL DEPORTIERT 1941 MAUTHAUSEN ERMORDET 7.1.1942 GUSEN          | Carrer Canyeret, 36 Lleida            | Esteve Casteràs Oró (1904–1942) |
|              | HIER LEBTE MIQUEL CASTERÀS ORÓ GEBOREN 1908 EXIL DEPORTIERT 1940 MAUTHAUSEN ERMORDET 16.8.1941 HARTHEIM      | Carrer Canyeret, 36 Lleida            | Miquel Casteràs Oró (1908–1941) |
|              | HIER LEBTE JOSEP CORTI CASES GEBOREN 1916 EXIL DEPORTIERT 1941 MAUTHAUSEN BEFREIT                            | Carrer del Clavell, 15 Lleida         | Josep Corti Cases (1916–2001) |
|              | HIER WOHNTE ENRIC CURIÀ GATIUS GEBOREN 1911 EXIL 1939 DEPORTIERT 1941 MAUTHAUSEN ERMORDET 28.1.1942 GUSEN    | Cavallers, 46 Lleida                  | Enric Curià Gatius (1911–1942) |
|              | HIER LEBTE MANUEL ELENA HERNÁNDEZ GEBOREN 1922 EXIL DEPORTIERT 1941 MAUTHAUSEN BEFREIT                       | Carrer de Sant Martí, 42. Lleida      | Manuel Elena Hernández (1922–2017) |
|              | HIER WOHNTE JOSEP ESTRADA FABREGAT GEBOREN 1917 EXIL DEPORTIERT 1941 MAUTHAUSEN ERMORDET 3.12.1941 GUSEN     | Príncep de Viana, 37 Lleida           | Josep Estrada Fabregat (1917–1941) |
|              | HIER LEBTE JOAN FONTOVA OLIVER GEBOREN 1913 EXIL DEPORTIERT 1941 MAUTHAUSEN BEFREIT                          | Avinguda de Sant Ruf, 23 Lleida       | Joan Fontova Oliver (1913–1993) |
|              | HIER LEBTE FRANCESC LACRUZ MANGUILLOT GEBOREN 1919 EXIL DEPORTIERT 1941 MAUTHAUSEN ERMORDET 17.3.1942 GUSEN  | Carrer Major, 24 Lleida               | Francesc Lacruz Manguillot (1919–1942) |
|              | HIER LEBTE JOSEP LARROCA VENDRELL GEBOREN 1899 EXIL DEPORTIERT 1944 DACHAU BEFREIT                           | Carrer d’Anselm Clavé, 7 Lleida       | Josep Larroca Vendrell (1899–1974) |
|              | HIER WOHNTE JUANITO MAYORA MURCIANO GEBOREN 1916 EXIL DEPORTIERT 1941 MAUTHAUSEN BEFREIT                     | Carrer Nou, 16 Lleida                 | Juanito Mayora Murciano (1916–2002) |
|              | HIER WOHNTE DOMÈNEC MIÑANO LOZANO GEBOREN 1916 EXIL DEPORTIERT 1940 MAUTHAUSEN ERMORDET 10.2.1942 HARTHEIM   | C. Manuel de Montsuar, 2 Lleida       | Domènec Miñano Lozano (1916–1942) |
|              | HIER LEBTE JULIO MORALES PEREZ GEBOREN 1907 EXIL DEPORTIERT 1941 MAUTHAUSEN BEFREIT                          | Carrer del Canyeret, 2 Lleida         | Julio Morales Pérez (1907–1971) |
|              | HIER LEBTE BENET MORELLÓ PINTÓ GEBOREN 1919 EXIL DEPORTIERT 1940 MAUTHAUSEN ERMORDET 1.3.1942 GUSEN          | Carrer del Carme, 39 Lleida           | Benet Morelló Pintó (1921–1942) |
|              | HIER WOHNTE JOSEP PACH ROSELLÓ GEBOREN 1911 EXIL DEPORTIERT 1944 BUCHENWALD BEFREIT                          | Carrer Canonge Brugulat, 22 Lleida    | Josep Pach Roselló (1911–1975) |
|              | HIER LEBTE JOSEP PAUL MOLA GEBOREN 1922 EXIL DEPORTIERT 1941 MAUTHAUSEN BEFREIT                              | Carrer del Camí de Corbins, 24 Lleida | Josep Paul Mola (1922–2005) |
|              | HIER WOHNTE PAU PINÓS ABAD GEBOREN 1890 EXIL DEPORTIERT 1940 MAUTHAUSEN ERMORDET 19.12.1940                  | Canyeret, 8 Lleida                    | Pau Pinós Abad (1890–1940) |
|              | HIER LEBTE JOSEP RODES BLEY GEBOREN 1895 EXIL DEPORTIERT 1944 DACHAU BEFREIT                                 | Carrer Sant Joan, 10 Lleida           | Josep Rodes Bley (1895–1968) |
|              | HIER WOHNTE MANOLO SAN MARTÍN SANTAMARÍA GEBOREN 1920 EXIL DEPORTIERT 1941 MAUTHAUSEN BEFREIT                | Sant Ruf, 23 Lleida                   | Manolo San Martín Santamaría (1920–2006) |
|              | HIER WOHNTE MIQUEL SOL TORRES GEBOREN 1897 EXIL DEPORTIERT 1944 BUCHENWALD ERMORDET 25.4.1945                | Carrer Joan Baiget 1 Lleida           | Miquel Sol Torres wurde am 5. Oktober 1897 in Lleida geboren. Er wurde Lehrer, Anarchist und Gewerkschafter. Er zählte zu den regionalen Führern der Confederación Nacional del Trabajo, einer Konföderation anarchosyndikalistischer Gewerkschaften. Am 1. September 1936 wurde er von der Generalitat de Catalunya, der katalanischen Zentralregierung, die sich damals in den Händen der Linken befand, zum geschäftsführenden Direktor der Casa de Acogida ernannt. Während der Machtübernahme der Franquisten ging er nach Frankreich. 1942 wohnten er, seine Partnerin Pepita Villa Plana und die gemeinsame Tochter Margarita in Toulouse, auf Nummer 27 in der rue des Polinaires. Sein Haus diente als Zufluchtsort für spanische Widerstandskämpfer, insbesondere aus der Gruppe um Francisco Ponzán Vidal. Ein enger Freund der Familie war Amadeo Casares Colomer, auch er überzeugter Antifaschist. Am 3. Februar 1943 wurde Miquel Sol Torres von deutschen Uniformierten verhaftet. Er war zuerst im Gefängnis von Fourgole inhaftiert, dann in Fresnes, später im Internierungslager Compiègne. 1944 wurde er in das Konzentrationslager Buchenwald deportiert. Gegen Ende des Krieges, als sich die Niederlage der Nationalsozialisten schon abzeichnete, befand er sich im KZ Langenstein-Zwieberge, einem Außenlager von Buchenwald. Er zählte er jenen 4.500 noch gehfähigen KZ-Häftlingen, die am 9. April 1945 auf einen Todesmarsch geschickt wurden, der über Quedlinburg, Aschersleben, Köthen, Bitterfeld und Prettin bis nach Wittenberg führte, in einigen Fällen bis nach Genthin. Auf diesem Marsch starben rund 2.500 Häftlinge, darunter auch Miquel Sol Torres. Er wurde am 25. April 1945 von einem deutschen KZ-Wächter am Straßenrand erschossen. |
|              | HIER WOHNTE JOSEP TEIXIDÓ BADIA GEBOREN 1914 EXIL DEPORTIERT 1941 MAUTHAUSEN ERMORDET 19.3.1942 GUSEN        | Sant Martí, 6 Lleida                  | Josep Teixidó Badia (1914–1942) |
|              | HIER LEBTE JULIAN TORO BORRA GEBOREN 1919 EXIL DEPORTIERT 1940 MAUTHAUSEN ERMORDET 28.12.1941 GUSEN          | Carrer del Carme, 81 Lleida           | Julián Toro Borra (1919–1941) |
|              | HIER LEBTE ANTONIO VIDAL VIDAL GEBOREN 1892 EXIL DEPORTIERT 1944 DACHAU BEFREIT                              | Carrer de la Democràcia, 22 Lleida    | Antoni Vidal Vidal (1898–1972) |
|              | HIER LEBTE CASIMIR VILA SALÓ GEBOREN 1892 EXIL DEPORTIERT 1944 DACHAU BEFREIT                                | Avinguda de Catalunya, 7 Lleida       | Casimir Vila Saló (1892–1979) |
|              | HIER LEBTE FRANCESC VISA MORELL GEBOREN 1901 EXIL DEPORTIERT 1940 MAUTHAUSEN ERMORDET 23.11.1941 GUSEN       | Carrer Canyeret, s/n Lleida           | Francesc Visa Morell (1901–1941) |

## Comarca Urgell
In der Comarca Urgell wurden am 25. Mai 2021 neun Stolpersteine verlegt. Sie finden sich in Tàrrega, Hauptstadt der Comarca.

### Tàrrega
In Tàrrega wurden neun Stolpersteine verlegt.
| Stolperstein | Übersetzung                                                                                         | Verlegeort | Name, Leben                          |
| ------------ | --------------------------------------------------------------------------------------------------- | ---------- | ------------------------------------ |
|              | HIER LEBTE JOSEP AUBACH ARNALDO GEBOREN 1914 EXIL DEPORTIERT 1940 MAUTHAUSEN BEFREIT                | Tàrrega,   | Josep Aubach Arnaldo (1913-)         |
|              | HIER LEBTE MODEST FARRÉ FARRÉ GEBOREN 1913 EXIL DEPORTIERT 1941 MAUTHAUSEN BEFREIT                  | Tàrrega,   | Modest Farré Farré (1913-)           |
|              | HIER LEBTE ANTONI FOGUET DOLL GEBOREN 1914 EXIL DEPORTIERT 1940 MAUTHAUSEN ERMORDET 9.12.1941 GUSEN | Tàrrega,   | Antoni Foguet Doll (1914–1941)       |
|              | HIER LEBTE JOSEP MINGUELL PORTA GEBOREN 1913 EXIL DEPORTIERT 1941 MAUTHAUSEN BEFREIT                | Tàrrega,   | Josep Minguell Porta (1913-)         |
|              | HIER LEBTE EMILI PERUGA PUY GEBOREN 1911 EXIL DEPORTIERT 1941 MAUTHAUSEN ERMORDET 16.2.1943 STEYR   | Tàrrega,   | Emili Peruga Puy (1911–1943)         |
|              | HIER LEBTE ANDONI FOGUET DOLL GEBOREN 1918 EXIL DEPORTIERT 1940 MAUTHAUSEN ERMORDET 25.3.1941 GUSEN | Tàrrega,   | Miquel Pont Llobera (1918–1941)      |
|              | HIER LEBTE JOSEP REAL LLOSES GEBOREN 1905 EXIL DEPORTIERT 1940 MAUTHAUSEN ERMORDET 24.6.1941 GUSEN  | Tàrrega,   | Josep Real Lloses (1905–1941)        |
|              | HIER LEBTE FRANCESC JOSEP SENTÍS BAIGET GEBOREN 1913 EXIL DEPORTIERT 1941 MAUTHAUSEN BEFREIT        | Tàrrega,   | Francesc Josep Sentís Baiget (1913-) |
|              | HIER LEBTE JOSEP YBÓS BRIANSÓ GEBOREN 1909 EXIL DEPORTIERT 1941 MAUTHAUSEN ERMORDET 1.12.1941 GUSEN | Tàrrega,   | Josep Ybós Briansó (1909–1941)       |

## Verlegedaten
- Am 26. Januar 2018 erfolgten die Verlegungen in der Comarca Segarra.[11]
- Am 20. April 2019 wurde jeweils ein Stolperstein in Albatàrrec und in Lleida (für Miquel Sol Torres) vom Künstler persönlich verlegt.[12]
- Am 29. Juni 2019 erfolgten weitere Verlegungen in Lleida in Abwesenheit des Künstlers.[13][14]
- 22. Mai 2021: Lleida
- 25. Mai 2021: Tàrrega
- 28. Mai 2021: Mollerussa[15]
- 19. März 2023: Arbeca
- 11. November 2023: La Granadella, El Soleràs
- 9. Dezember 2023: Àger
- 20. Januar 2024: L’Albi, Cervià de les Garrigues